# Irundisaua punctata
Irundisaua punctata là một loài bọ cánh cứng trong họ Cerambycidae.